# Tillandsia aeranthos
Tillandsia aeranthos (Loisel) L.B.Sm, llamado comúnmente clavel de aire o clavel aéreo, es una  hierba  epífita perenne perteneciente a la  familia de las Bromelias. Su distribución nativa va desde San Pablo, Brazil hasta la región del Río de la Plata  (Uruguay-Argentina); y desde la costa atlántica hasta el Chaco Húmedo,  (ParaguayArgentina).

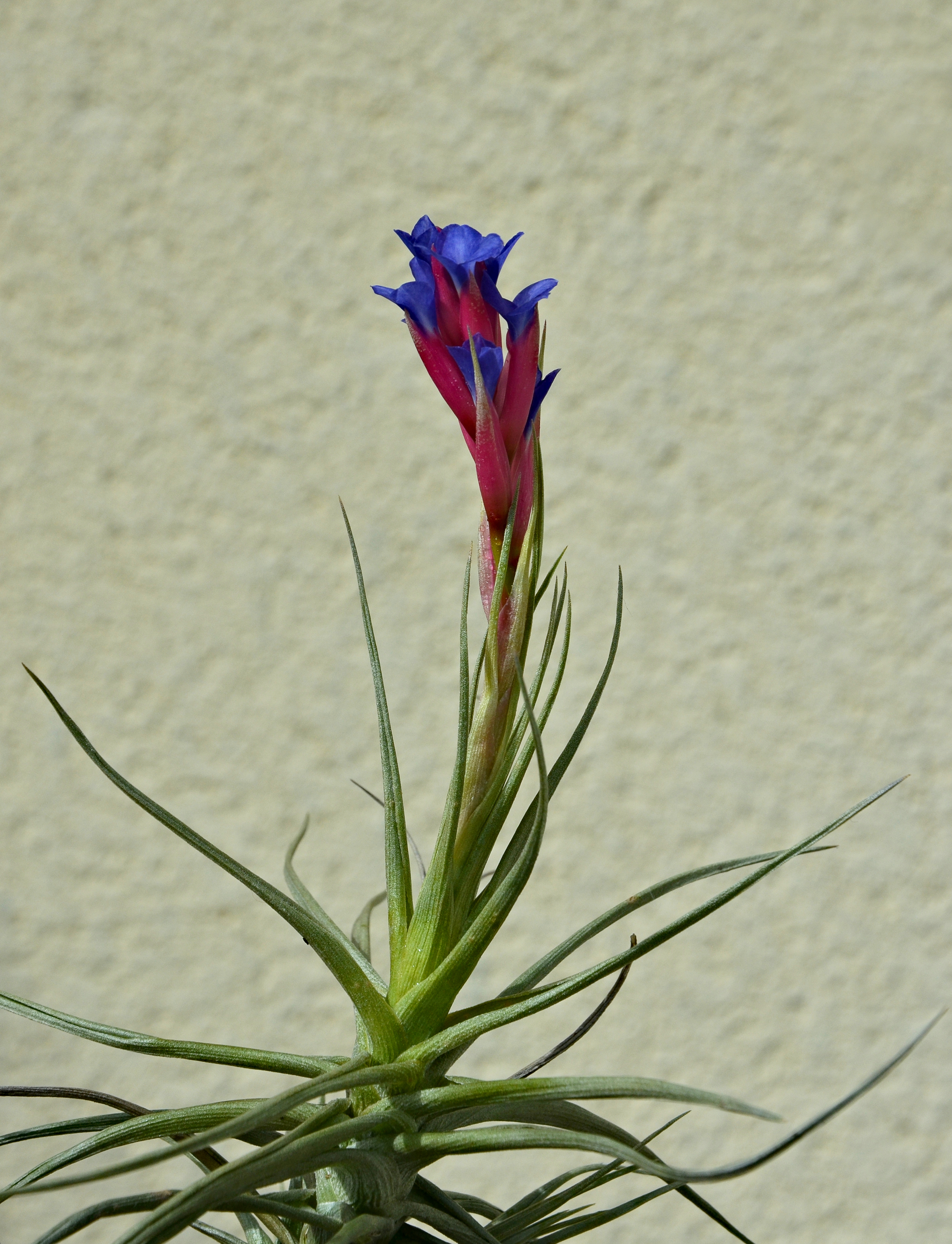
Detalle

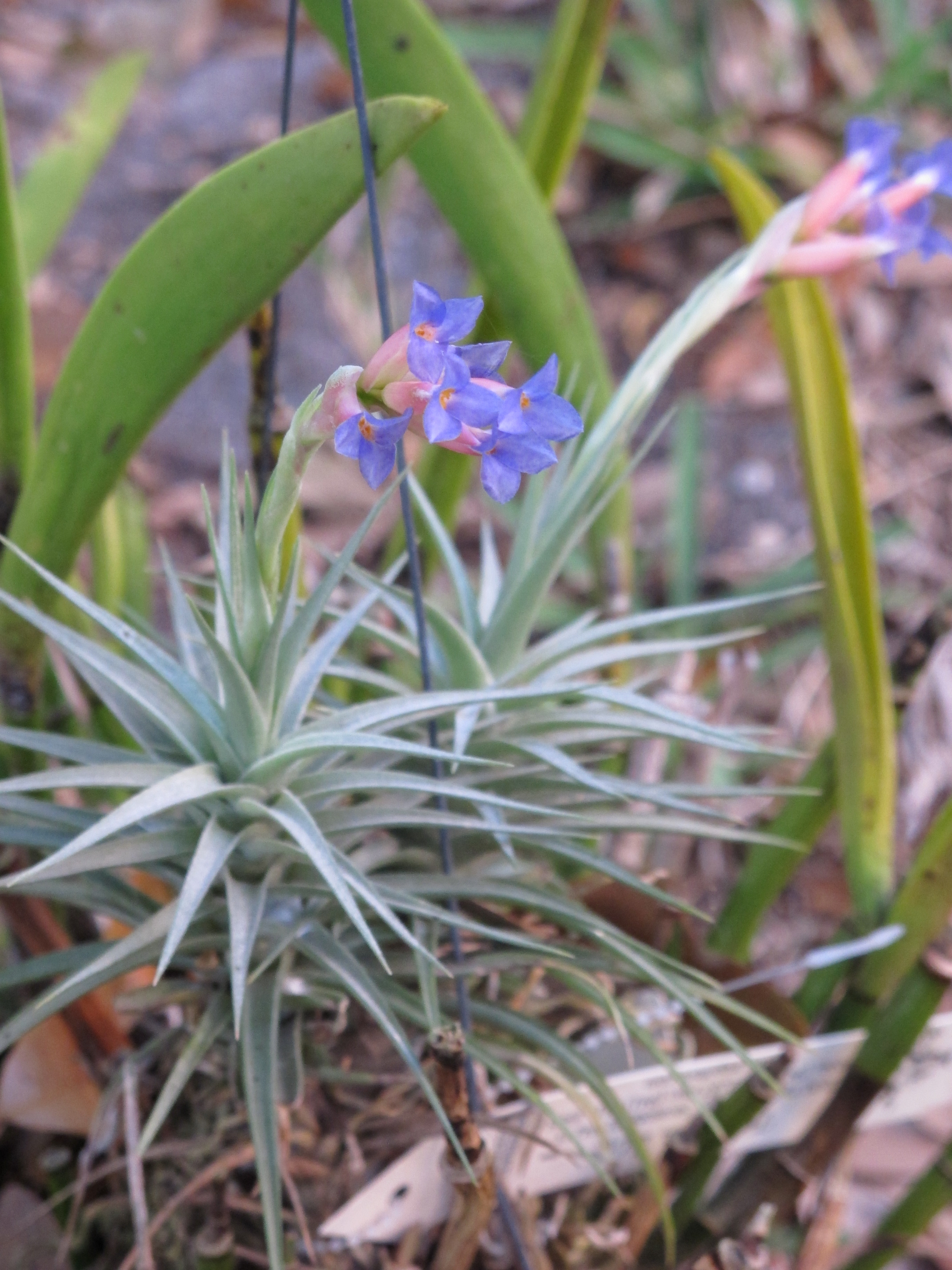
Vista de la planta

## Descripción
Tillandsia aeranthos es una planta de hojas estrechas; crece en áreas lluviosas; desde el nivel del mar hasta 300 metros de altitud. Los nutrientes que necesita la planta los provienen del aire (polvo, hojas que se caen y materia procedente de los  insectos) a través de las estructuras en las hojas llamadas tricomas. 
Las especies de Tillandsia son epífitas, es decir en la naturaleza crecen normalmente sobre otras plantas, sin ser parásitos, y crecen fuera del suelo, encima de otras plantas, generalmente en árboles, o en rocas y acantilados.
La reproducción está asegurada por los brotes que crecen alrededor de la planta madre, llamadas "hijuelos". Una sola planta puede tener una docena de hijuelos  que pueden ser quitados y cultivados por separado o dejados junto con la planta madre, para formar una colonia.

## Cultivo y usos
En el Ecuador, se usa como un antiespasmódico y para las infecciones oculares.
Tillandsia aeranthos también es una planta ornamental de interior de aspecto atrayente, se desarrollan bien en el interior de las casas o en invernadero, no precisan de suelo, ya que el agua y los nutrientes lo absorben a través de las hojas.  Las raíces las utilizan solamente como anclaje. 
Véase los requisitos de cultivo en Tillandsia.

## Cultivares
- Tillandsia 'Bergos'[4]
- Tillandsia 'Bob Whitman'[4]
- Tillandsia 'Cooroy'[4]
- Tillandsia 'Ed Doherty'[4]
- Tillandsia 'Eureka'[4]
- Tillandsia 'Flamingoes'[4]
- Tillandsia 'Kayjay'[4]
- Tillandsia 'Mariposa'[4]
- Tillandsia 'Nez Misso'[4]
- Tillandsia 'Noosa'[4]
- Tillandsia 'Oboe'[4]
- Tillandsia 'Oliver Twist'[4]
- Tillandsia 'Purple Giant'[4]
- Tillandsia 'Tropic Skye'[4]
- Tillandsia 'Veronica's Mariposa'[4]
- Tillandsia 'Winner's Circle'[4]

## Taxonomía
Tillandsia aeranthos fue descrita por (Loisel.) L.B.Sm. y publicado en Lilloa 9: 200. 1943.
Etimología
Este género fue nombrado por Carlos Linneo en 1738 en honor al médico y botánico finlandés Dr. Elias Tillandz (originalmente Tillander) (1640-1693).
aeranthos: epíteto griego latinizado que significa "flor del aire"
Sinonimia
| - Anoplophytum aeranthos (Loisel.) Beer - Anoplophytum dianthoideum (G.Rossi) Beer - Anoplophytum roseum Beer - Pourretia aeranthos Loisel. - Tillandsia aeranthos var. aemula Strehl - Tillandsia aeranthos var. alba Strehl & G.Rohde - Tillandsia aeranthos var. albobracteata Strehl - Tillandsia aeranthos var. flava Strehl - Tillandsia aeranthos var. rosea Strehl - Tillandsia bicolor Brongn. - Tillandsia dianthoidea G.Rossi - Tillandsia microxiphion Baker - Tillandsia unca Griseb. |